# Desperate Housewives/Staffel 8
Dieser Artikel enthält alle Episoden der achten und letzten Staffel der US-amerikanischen Dramedy-Serie Desperate Housewives, sortiert nach der US-amerikanischen Erstausstrahlung. Sie wurden vom 25. September 2011 bis zum 13. Mai 2012 auf dem US-amerikanischen Sender ABC gesendet. Die deutschsprachige Erstausstrahlung sendeten der Schweizer Free-TV-Sender SRF zwei und der österreichische Free-TV-Sender ORF eins vom 2. Januar bis zum 24. September 2012. Die finale achte Staffel handelt erstmals von einem Geheimnis, welches zuvor dem Zuschauer bekannt ist, dieses versuchen die Hausfrauen jedoch geheim zu halten, um nicht selbst in Schwierigkeiten zu kommen. Trotzdem kommen in der Staffel auch verborgene Tatsachen ans Licht.

## Episoden
| Nr. (ges.) | Nr. (St.) | Deutscher Titel                        | Originaltitel                     | Erstausstrahlung USA | Deutschsprachige Erstausstrahlung (AT/CH) | Regie              | Drehbuch                                |
| --- | --------- | -------------------------------------- | --------------------------------- | -------------------- | ----------------------------------------- | ------------------ | --------------------------------------- |
| 158 | 1         | Geheimnisse, die ich nie erfahren will | Secrets That I Never Want to Know | 25. Sep. 2011        | 2. Jan. 2012                              | David Grossman     | Bob Daily                               |
| Die Hausfrauen begraben zusammen mit Carlos Alejandros Leiche im Wald und schwören sich, es niemandem zu erzählen. Ein Monat später: Susan schottet sich zunächst immer mehr von ihren Freundinnen ab und leidet darunter, nicht mit Mike über die Geschehnisse sprechen zu können. Gabrielle kümmert sich um Carlos’ schlechtes Gewissen, für seine Tat keine Absolution erteilt zu bekommen. Lynette und Tom verheimlichen ihre Trennung zunächst vor ihren Kindern, merken jedoch, dass dies nicht richtig ist, und gestehen ihren Kindern die Trennung. Renee findet Gefallen an Ben, dem neuen Nachbarn, doch dieser hat kein Interesse an ihr. Bree ist währenddessen bemüht, das Geheimnis vor ihrem Polizistenfreund Chuck geheim zu halten. Sie erhält einen Brief mit demselben Wortlaut, den auch Mary Alice in der Pilotfolge bekommen hatte: „Ich weiß, was du getan hast. Es macht mich krank. Ich werde es verraten“. |           |                                        |                                   |                      |                                           |                    |                                         |
| 159 | 2         | Gefährliche Verbindungen               | Making the Connection             | 2. Okt. 2011         | 2. Jan. 2012                              | Tara Nicole Weyr   | Matt Berry                              |
| Susan leidet unter ihrer Tat. Sie versucht deswegen verzweifelt, gegen Gesetze zu verstoßen, um bestraft zu werden. Gabrielle bemerkt, wie sehr Carlos unter seinen Schuldgefühlen leidet. Bree sucht Rat bei Paul im Gefängnis, der ihr berichtet, dass er bei der Vernehmung wegen Marthas Todes Chuck von dem Drohbrief erzählt habe. Lynette hat Angst, dass sie ihre Kinder an Tom verlieren könnte. Renee verstellt sich gegenüber Ben, um ihn von sich zu begeistern. |           |                                        |                                   |                      |                                           |                    |                                         |
| 160 | 3         | Falsche Vorstellungen                  | Watch While I Revise the World    | 9. Okt. 2011         | 9. Jan. 2012                              | David Warren       | John Paul Bullock III                   |
| Susan und Carlos weihen Mike in das Geheimnis ein, nachdem Mike geglaubt hat, dass Susan und Carlos eine Affäre haben. Bree wird von Gabrielle überzeugt, sich von Chuck zu trennen. Als sie mit ihm Schluss macht, merkt sie, dass Chuck nichts von ihrem Geheimnis wusste. Lynette kümmert sich um die zerbrochene Beziehung ihrer Schwester. Renee ist für Lees Tochter Jenny der Mutterersatz, was Lee eifersüchtig macht. |           |                                        |                                   |                      |                                           |                    |                                         |
| 161 | 4         | Die harte Schule des Lebens            | School of Hard Knocks             | 16. Okt. 2011        | 16. Jan. 2012                             | David Grossman     | Marco Pennette                          |
| Susan bewirbt sich für einen Kunstworkshop bei Andre Zeller. Dieser will, dass Susan ihre dunkle Seite in der Kunst zum Vorschein bringt. Gabrielle will sich gegen die Machenschaften der Vorsitzenden der Elternvertretung wehren, was dazu führt, dass sie schließlich deren Posten übernehmen muss. Bree bekommt Besuch von ihrer Tochter Danielle, die von ihrem Ehemann verlassen wurde. Danielles gegründete Erotikversandfirma stößt bei Bree zunächst auf Unverständnis, jedoch wird Bree klar, dass sie ihre Tochter unterstützen muss. Lynette wird bewusst, dass Tom bereits eine neue Freundin hat. |           |                                        |                                   |                      |                                           |                    |                                         |
| 162 | 5         | Sex erlaubt                            | The Art of Making Art             | 23. Okt. 2011        | 23. Jan. 2012                             | Lonny Price        | Dave Flebotte                           |
| Susan bemerkt die Probleme, die sie mit ihrem Dozenten hat. Gabrielle hat Probleme mit der Elternvertretung. Als diese jedoch Carlos’ Alkoholproblem bemerken, beginnen sie zu begreifen, dass Gabrielle, wie sie selber auch, private Probleme hat. Bree beginnt sich für ihr Gewissen wohltätig zu engagieren. Dabei erfährt sie, dass Ben Faulkner eine Sozialunterkunft an jenem Ort bauen will, wo die Hausfrauen Alejandro begraben haben. Lynette hat ein Date, begreift währenddessen jedoch, wie sehr sie noch an ihrer Ehe hängt. |           |                                        |                                   |                      |                                           |                    |                                         |
| 163 | 6         | Paranoia                               | Whitch’s Lament                   | 30. Okt. 2011        | 30. Jan. 2012                             | Tony Plana         | Annie Weissman                          |
| Susan freut sich, die Praktikantin von Andre zu sein, jedoch bemerkt sie, dass sie nur ausgenutzt wird, um sich um Andres Kind zu kümmern. Lynette bittet Toms neue Freundin Jane sich von Tom zu trennen, damit ihre Ehe noch eine Chance hat. Jane lehnt dies jedoch ab. Während Carlos kontinuierlich weiter dem Alkoholismus verfällt, suchen Lynette, Gabrielle und Bree im Wald Alejandros Grab, um ihn ausgraben und in den See werfen zu können. Als sie dort ankommen, bemerken sie erschrocken, dass das Grab leer ist. |           |                                        |                                   |                      |                                           |                    |                                         |
| 164 | 7         | Die Leiche                             | Always in Control                 | 6. Nov. 2011         | 6. Feb. 2012                              | Jeff Greenstein    | Jeff Greenstein                         |
| Lynette beginnt, ihre Tochter Penny bezüglich Jane negativ zu beeinflussen, merkt später jedoch, dass dies den Familienfrieden noch mehr zerstört. Gabrielle und Carlos versuchen aus Angst, ins Gefängnis zu kommen, Bob und Lee zu überzeugen, die Vormundschaft für Juanita und Celia zu übernehmen, sollten Gabrielle und Carlos es nicht mehr können. Sie bemerken erst spät, dass Juanita sich aufgrund dieser Bemühungen Gedanken macht. Bree begegnet Chuck, der sie damit konfrontiert, dass er glaubt, Bree habe Alejandro getötet. Bree gesteht Ben, dessen Arbeiter Alejandros Leiche gefunden haben, den Mord. Ben verspricht, nicht zur Polizei zu gehen, und beauftragt Mike damit, Alejandros Leiche wegzuschaffen. Mike schafft die Leiche in eine Baugrube, welche am nächsten Tag mit Beton ausgegossen wird. Dadurch erfährt auch Susan davon, woraufhin sie wütend ihre Freundinnen konfrontiert, nicht eingeweiht worden zu sein. Aus ihrer Wut hinaus zeichnet sie die verhängnisvollen Szene von Alejandros Begräbnis und präsentiert sie Andre. |           |                                        |                                   |                      |                                           |                    |                                         |
| 165 | 8         | Bilder einer Ausstellung               | Suspicion Song                    | 13. Nov. 2011        | 13. Feb. 2012                             | Jennifer Getzinger | David Schladweiler                      |
| Gabrielle weiht einen Mitarbeiter von Carlos in dessen Alkoholproblem ein, ahnt jedoch nicht, dass dieser diese Information für seinen eigenen Nutzen verwendet. Carlos entschließt sich schließlich auf Rat eines alten Kunden in den Entzug zu gehen. Nachdem Lynette zu ihrem Hochzeitstag Blumen von Tom bekommt, macht sie sich Hoffnungen auf einen Neustart, doch sie muss erfahren, dass Tom den Dauerauftrag bei dem Floristen nicht storniert hat. Susans Bilder von der Mordnacht werden ohne ihre Zustimmung bei einer Vernissage ausgestellt. Sie ruft daraufhin Bree und Gabrielle zu Hilfe, welche die Bilder sofort kaufen. Allerdings ist Chuck Bree gefolgt, und fühlt sich aufgrund der Bilder in seiner Vermutung verstärkt, dass die Hausfrauen einen Mord vertuscht haben. In ihrer Verzweiflung beginnt Bree wieder zu trinken. |           |                                        |                                   |                      |                                           |                    |                                         |
| 166 | 9         | Puzzleteile                            | Putting It Together               | 4. Dez. 2011         | 20. Feb. 2012                             | David Warren       | Sheila Lawrence                         |
| Renee ist eifersüchtig auf Ben. Gabrielle wird von Chuck, der herausgefunden hat, dass sie die Stieftochter von Alejandro ist, bedrängt. Außerdem erfährt Gabrielle, dass sich Carlos selbst aus der Entzugsklinik entlassen hat. Susan plant, zusammen mit ihrer Familie nach New York zu gehen, um sich von Chuck zu befreien, Mike ist davon aber nicht begeistert. Lynette erzählt Tom von dem Geheimnis, woraufhin dieser die gemeinsame Reise mit Jane absagt. Bree ist frustriert, als keine ihrer Freundinnen ihr verzeihen will. Bree fährt mit ihrem Auto weg in ein Hotel, wo sie sich das Leben nehmen will. Chuck wird von einem Auto überfahren. Für den Zuschauer sind Bree sowie die Ehemänner verdächtig, da alle vier ein Motiv für die Tat haben. |           |                                        |                                   |                      |                                           |                    |                                         |
| 167 | 10        | Reden ist Silber, schweigen ist Gold   | What’s to Discuss, Old Friend?    | 8. Jan. 2012         | 27. Feb. 2012                             | David Grossman     | Wendy Mericle                           |
| Im letzten Moment kann Bree von Renee vom Selbstmord abgehalten werden. Ab sofort kümmert sich Renee um Bree, da sie nach dem Selbstmord ihrer Mutter nicht noch einmal zulassen will, dass sich eine Person, die ihr nahesteht, umbringt. Die Hausfrauen erfahren vom Tode Chucks. Susan entscheidet sich, nach Oklahoma zu reisen, um Alejandros/Ramons Familie zu besuchen. Lynette ist dankbar, dass Tom ihr in der schweren Zeit zur Seite gestanden hat, schickt ihn jedoch schweren Herzens zu Jane nach Paris. |           |                                        |                                   |                      |                                           |                    |                                         |
| 168 | 11        | Unbequeme Wahrheit                     | Who Can Say What’s True?          | 15. Jan. 2012        | 5. März 2012                              | Larry Shaw         | Brian Tanen                             |
| Sowohl Gabrielle als auch Lynette merken, wie sehr ihnen der Mann an ihrer Seite momentan fehlt. Susan besucht Ramons Familie in Oklahoma und bemerkt, dass Alejandros Stieftochter, genau wie auch Gabrielle, missbraucht wurde. Susan versichert ihr, dass Alejandro niemals zurückkehren wird, woraufhin seine Frau glaubt, Susan habe ein Verhältnis mit ihm. Bree beginnt, sich mit wahllosen Sexabenteuern von ihren Problemen abzulenken. Ben glaubt, dass Renee die Lösung für seine finanziellen Probleme sei, da sie viel Geld hat. |           |                                        |                                   |                      |                                           |                    |                                         |
| 169 | 12        | Mehr Sein als Schein                   | What’s the Good of Being Good?    | 22. Jan. 2012        | 12. März 2012                             | Ron Underwood      | Jason Ganzel                            |
| Gabrielle und Susan bekommen Besuch von Claudia und Marisa Sanchez, Ramons Familie. Nachdem Gabrielle Claudia erzählt hat, dass Alejandro sie vergewaltigte, und schließlich auch Marisa gesteht, vergewaltigt worden zu sein, empfindet Claudia Hass gegenüber ihrem Ex-Mann und ist nicht mehr interessiert, Gabrielle und Susan für den Mord an Alejandro anzuzeigen. Bree versucht anfangs, ihre häufig wechselnden Sexualpartner und ihr Alkoholproblem vor Karen und ihren anderen Nachbarn zu verheimlichen. Nach einer Konfrontation bei einer kirchlichen Veranstaltung ist es Bree egal, was ihre Nachbarschaft von ihrer Veränderung hält. Renee erfährt, dass Ben sie nur heiraten wollte, da er auf ihr Geld angewiesen ist, und trennt sich von ihm. Parallel dazu versucht sie Lynette vergeblich mit ihrem Friseur zu verkuppeln. |           |                                        |                                   |                      |                                           |                    |                                         |
| 170 | 13        | Das soll also Liebe sein?              | Is This What You Call Love?       | 12. Feb. 2012        | 19. März 2012                             | David Grossman     | David Schladweiler & ValŽrie A. Brotski |
| Gabrielle bemerkt, dass ihre Tochter ein Auge auf einen Jungen aus ihrer Schule geworfen hat, und will ihr helfen, den Liebeskummer zu bewältigen. Susan ist schockiert, als ihre Tochter Julie schwanger zurück nach Hause kommt und dazu ihr Ungeborenes zur Adoption freigeben möchte. Susan will dies verhindern. Bree wird bewusst, dass sie sich zu einer alkoholkranken Dirne entwickelt hat. Ihr Ex-Mann Orson rettet sie schließlich vor einer Vergewaltigung und will sich fortan um Bree kümmern. Lynette wird indes bewusst, dass kein anderer Mann Tom ersetzen kann. |           |                                        |                                   |                      |                                           |                    |                                         |
| 171 | 14        | Verschwinde aus meinem Leben           | Get Out of My Life                | 19. Feb. 2012        | 27. Aug. 2012                             | Jim Hayman         | Cindy Appel                             |
| Gabrielle profitiert davon, dass sie Roy nach seiner Trennung von Karen in ihrem Haus aufgenommen hat, da Roy den Kindern Disziplin beibringt. Demzufolge sabotiert Gabrielle alle Versöhnungsversuche von Roy und Karen, bis Carlos aus der Therapie wiederkommt. Sie ahnt jedoch nicht, dass Karen die Diagnose Krebs bekommen hat und nun mehr denn je einen Mann an ihrer Seite braucht. Susan erfährt, dass Porter der Vater von Julies ungeborenen Babys ist. Lynette fällt aus allen Wolken, als sie erfährt, dass sie Großmutter wird. Orson, der die ganze Zeit von dem Mord an Alejandro gewusst hat, Bree den Drohbrief schickte und Chuck ermordete, versucht nun, Bree davon abzuhalten, mit ihren Freundinnen in Kontakt zu treten, damit Bree das Gefühl bekommt, dass sie Orson braucht. |           |                                        |                                   |                      |                                           |                    |                                         |
| 172 | 15        | Das Kinderzimmer                       | She Needs Me                      | 4. März 2012         | 27. Aug. 2012                             | Randy Zisk         | Jason Ganzel                            |
| Gabrielle erfährt nach einem Zusammenbruch von Karen, dass diese an Krebs erkrankt ist, und erzählt es gegen ihren Willen Roy. Dieser will nun für Karen da sein. Karens Erkrankung sorgt dafür, dass Gabrielle über die Vergänglichkeit des Lebens nachdenkt. Susan und Lynette beginnen, sich wegen der Babyangelegenheiten bezüglich ihres Enkels zu streiten. Bree erfährt, dass Orson Chuck umgebracht und Bree nachgestellt hat. Bree löst sich endgültig von Orson, worauf dieser der Polizei von dem Geheimnis der Hausfrauen erzählt. Renee wird von einem Kredithai, welcher Ben Geld geliehen hat, unter Druck gesetzt, obwohl sie Bens Schulden bereits beglichen hat. Als Donny in der Nacht in Renees Wohnung vandaliert, greift Mike ein, woraufhin Donny Rache will. |           |                                        |                                   |                      |                                           |                    |                                         |
| 173 | 16        | Tod eines Nachbarn                     | You Take for Granted              | 11. März 2012        | 3. Sep. 2012                              | Jeff Greenstein    | Matt Berry                              |
| Gabrielle ist geschockt, als sie merkt, dass Carlos sein Leben komplett verändern will. Doch als ihre Tochter in Gefahr gerät, merkt Gabrielle, was wirklich zählt. Bree wird von Karen gebeten, ihr bei ihrem Selbstmord zu helfen. Bree kann sie jedoch dazu überreden, sich nicht umzubringen. Lynette ist geschockt von der Nachricht, dass Tom mit Jane zusammenziehen will. Susan muss mit ansehen, wie ihr Mann Mike von dem Geldhai ermordet wird. |           |                                        |                                   |                      |                                           |                    |                                         |
| 174 | 17        | Frauen und Tod                         | Women and Death                   | 18. März 2012        | 3. Sep. 2012                              | David Grossman     | Annie Weissman                          |
| Renee hat ein schlechtes Gewissen wegen Mikes Todes, weil er Renee geholfen hat. Bei Mikes Beerdigung wird Gabrielle klar, dass es für Carlos besser wäre seinen Job aufzugeben. Susan erweist ihrem Ehemann die letzte Ehre. Bree wird von der Polizei als Tatverdächtige für den Mord an Alejandro gehandelt, nachdem sie Brees Fingerabdrücke auf der Leiche gefunden hat. Lynette wird bei der Trauerfeier bewusst, dass sie um die Liebe zu Tom kämpfen muss. |           |                                        |                                   |                      |                                           |                    |                                         |
| 175 | 18        | Die richtige Gelegenheit               | Any Moment                        | 25. März 2012        | 10. Sep. 2012                             | Randy Zisk         | Sheila Lawrence                         |
| Gabrielle wird bei einer Shopping-Tour von einem Geschäftsinhaber entdeckt und von ihm als persönliche Ankleiderin eingestellt. Susan bemerkt, wie sehr MJ durch den Tod seines Vaters leidet. Bree bekommt Besuch von ihrem Sohn Andrew, der ihr überraschenderweise seine Verlobte vorstellt. Bree erkennt jedoch schnell, dass es bei ihrem eigentlich homosexuellen Sohn in der Beziehung nur um Geld geht, und schafft es, die junge Frau davon zu überzeugen, die Verlobung zu lösen. Sie will nun Andrew bei seinen Problemen helfen und bittet ihn, bei ihr einzuziehen. Lynette versucht durch einen Vorwand, Tom näher zu kommen. Als Tom jedoch dahinterkommt, ist er von Lynette enttäuscht. Reneé ist überglücklich darüber, dass Ben ihr endlich einen Heiratsantrag gemacht hat. |           |                                        |                                   |                      |                                           |                    |                                         |
| 176 | 19        | Ein Strich durch die Rechnung          | With So Little to Be Sure Of      | 1. Apr. 2012         | 10. Sep. 2012                             | Tara Nicole Weyr   | Marco Pennette                          |
| Carlos' männlicher Stolz gerät ins Wanken, weil Gabrielle nun mehr verdient als er. Susan erfährt aus Mikes Unterlagen, dass dieser eine autistische Schwester hat, die von ihren Eltern in ein Pflegeheim gegeben wurde. Aus einem Brief von Mikes Mutter an ihren Sohn geht hervor, dass sie sich das nie verziehen hatte. Wegen dieser Geschichte beschließt Julie ihr Kind nach der Geburt nicht wegzugeben. Bree wird von der Polizei festgenommen. Mit Hilfe von Bob lernt sie den Anwalt Trip Weston kennen, der sie vertreten will. Lynette leidet immer mehr unter der Trennung von Tom. |           |                                        |                                   |                      |                                           |                    |                                         |
| 177 | 20        | Machtverlust                           | Lost My Power                     | 29. Apr. 2012        | 17. Sep. 2012                             | David Grossman     | Wendy Mericle                           |
| Gabrielle bekriegt sich mit Carlos, als eine alte Dame auftaucht, die sowohl für Gabrielles Geschäfte als auch für Carlos’ soziales Engagement ein guter Geldgeber sein könnte. Susan erkennt, dass sie MJ den Vater keineswegs ersetzen kann, doch sie bekommt Unterstützung von ihren männlichen Nachbarn. Brees Anhörung vor Gericht beginnt. Dort erfährt sie, dass die Staatsanwältin sämtliche Affären der letzten Monate vorgeladen hat. Lynette beginnt, sich mit Toms Vorgesetzten zu verabreden. Dieser glaubt, er würde Lynette einen Gefallen tun, indem er Tom für ein Jahr nach Indien schicken will. |           |                                        |                                   |                      |                                           |                    |                                         |
| 178 | 21        | Der Prozess                            | The People Will Hear              | 6. Mai 2012          | 17. Sep. 2012                             | David Warren       | Brian Tanen                             |
| Gabrielle bekommt allmählich ein schlechtes Gewissen, da Bree alleinig für Alejandros Mord vor Gericht steht. Brees Prozess spitzt sich zu, als die Staatsanwältin als Beweis der Richterin Brees Abschiedsbrief präsentiert. Susan plant, mit Julie nach der Geburt des Babys in die Nähe ihres Colleges zu ziehen, damit sie sich dort um ihren Enkel kümmern kann, während Julie studiert. Tom trennt sich von Jane und verliert seinen Job. Er will schließlich zu Lynette und ihr seine Liebe gestehen, entdeckt Lynette aber in einer zweideutigen Lage mit dem schwulen Nachbarn Lee und glaubt deswegen, dass Lynette einen neuen Mann habe. |           |                                        |                                   |                      |                                           |                    |                                         |
| 179 | 22        | Ich war’s!                             | Give Me the Blame                 | 13. Mai 2012         | 24. Sep. 2012                             | David Warren       | Marc Cherry                             |
| Lynette und Tom finden wieder zueinander. Susan schafft es nicht, ihre Freundinnen in ihre Umzugspläne einzuweihen. Brees Prozess neigt sich dem Ende zu. Renee belastet Bree vor Gericht, um Ben zu schützen. Gabrielle will verhindern, dass Carlos die Schuld auf sich nimmt. Dieses Gespräch hört die todkranke Karen. Am nächsten Tag erscheint Karen vor Gericht und gesteht dem Gericht den Mord an Alejandro. Aufgrund von Karens fortgeschrittener Krankheit werden keine Ermittlungen gegen sie eingeleitet. Das Verfahren gegen Bree wird eingestellt. |           |                                        |                                   |                      |                                           |                    |                                         |
| 180 | 23        | Das letzte Pokerspiel                  | Finishing the Hat                 | 13. Mai 2012         | 24. Sep. 2012                             | David Grossman     | Marc Cherry                             |
| Gabrielle und Carlos begreifen, dass sie ihre Rollen in ihrem Leben (im Gegensatz zur ersten Staffel) getauscht haben, sind damit jedoch zufrieden. Bree kann Trip verzeihen und ist der todkranken Karen zu großem Dank verpflichtet. Ben und Renee heiraten. Während der Hochzeitsfeier stirbt Karen im Beisein von Roy, Bree und Trip und Julie bringt in Begleitung von Susan ihr Kind zur Welt. Lynette bekommt ein Jobangebot von Katherine, die extra dafür zurück in die Wisteria Lane kommt. Epilog: Bei einem letzten Pokerspiel schwören sich die Hausfrauen, trotz der Veränderungen in ihrem Leben sich wieder zu treffen. Mary Alice verkündet jedoch, dass es niemals dazu kommen werde. Susan, Julie und MJ verlassen die Wisteria Lane als erste, damit Susan sich während Julies Studiums um ihren Enkel kümmern kann. Auf der Fahrt sieht man viele verstorbene Charaktere, die sie beobachten, darunter auch Karen und Mike. Als nächste verlässt Lynette die Wisteria Lane und zieht mit ihrer Familie nach New York. Es wird gezeigt, dass Lynette sechs Enkelkinder haben wird. Gabrielle und Carlos ziehen nach Kalifornien, nachdem Gabrielle zu einer erfolgreichen Geschäftsfrau geworden ist. Bree heiratet Trip und verlässt als letzte Hausfrau die Wisteria Lane, um nach Louisville zu ziehen. Mit Unterstützung von Trip wird sie die Legislatorin von Kentucky. |           |                                        |                                   |                      |                                           |                    |                                         |

### Episodenbesonderheiten
| Nr. | Episode                                                               | Besonderheit |
| --- | --------------------------------------------------------------------- | --- |
| 1   | Geheimnisse, die ich nie erfahren will (Secrets I Never Want to Know) | Erste Folge der achten und finalen Staffel. Ben Faulkner taucht in dieser Folge erstmals auf. Chuck Vance und Juanita Solis sind ab der achten Staffel in die Hauptdarstellerriege aufgenommen worden. Bree erhält am Ende der Folge den gleichen Brief, den auch Mary Alice in der Pilotfolge zugesandt bekommen hat. |
| 2   | Gefährliche Verbindungen (Making the Connection)                      | Mary Alice Young tritt am Anfang der Folge mit Deridre Taylor in einem Flashback auf. Paul Young hat in dieser Folge einen Gastauftritt. Dies ist seine letzte Erscheinung in der Serie. |
| 3   | Falsche Vorstellungen (Watch While I Revise the World)                | Bob und Lees Tochter Jenny haben in dieser Folge ihren letzten Auftritt in der Serie. |
| 4   | Die harte Schule des Lebens (School of Hard Knocks)                   | André Zeller und Jane Carlson haben ihren ersten Auftritt in der Serie. |
| 5   | Sex erlaubt (The Art of Making Art)                                   | |
| 6   | Paranoia (Witch’s Lament)                                             | Tony Plana, der in der Serie Gabrielles toten Stiefvater Alejandro verkörpert, führt in dieser Folge Regie. Kurioserweise dreht sich diese Folge darum, Alejandros Leiche auszugraben. Außerdem tritt Alejandro in einer Illusion von Carlos auf. |
| 7   | Die Leiche (Always in Control)                                        | Die Szene, in der Mike Alejandro begräbt, erinnert stilistisch und objektiv stark an die Pilotfolge, wo Paul Deridres Leiche ausgegraben hat. |
| 8   | Bilder einer Ausstellung (Suspicion Song)                             | Der deutsche Episodentitel spielt auf die Komposition „Bilder einer Ausstellung“ von Mussorgsky an. Diese Folge beendet die Storyline von Susans Kunstprojekt, somit beinhaltet diese Folge den letzten Auftritt von Andre Zeller. |
| 9   | Puzzleteile (Putting It Together)                                     | Chuck Vance stirbt in dieser Episode, taucht allerdings noch im Staffelfinale auf. Mary Alice tritt in einer Illusion von Bree auf. |
| 10  | Reden ist Silber, schweigen ist Gold (What’s to Discuss, Old Friend?) | Der Raum, in dem Bree Selbstmord begehen möchte, ist derselbe, in dem sie ihre Affäre mit Karl Mayer begann. Die Raumnummer ist 217. |
| 11  | Unbequeme Wahrheit (Who Can Say What’s True?)                         | Der Geldhai Donny taucht in dieser Folge erstmals auf. |
| 12  | Mehr Sein als Schein (What’s the Good of Being Good?)                 | Dakin Matthews, der seit der ersten Staffel den evangelischen Reverend Sikes spielt, hat in dieser Folge seinen letzten Auftritt. |
| 13  | Das soll also Liebe sein? (Is This What You Call Love?)               | Andrea Bowen als Julie Mayer kehrt in dieser Folge zurück. |
| 14  | Verschwinde aus meinem Leben (Get Out of My Life)                     | Doug Savant tritt, obwohl er zum Hauptcast gehört, in dieser Folge nicht als Tom Scavo auf. Außerdem ist es nach Männer sind Schweine (S03E16) und Die letzte Ruhestätte (S05E19) die dritte Folge, deren Ende nicht von Mary Alice gesprochen wird. In dieser Folge übernimmt das Ende Orson Hodge. |
| 15  | Das Kinderzimmer (She Needs Me)                                       | Kyle MacLachlan als Orson Hodge hat in dieser Folge seinen letzten Auftritt in der Serie. |
| 16  | Tod eines Nachbarn (You Take for Granted)                             | Langzeitcharakter Mike Delfino stirbt in dieser Folge. Er tritt jedoch danach noch als Geist sowie als Rückblende in der Serie auf. |
| 17  | Frauen und Tod (Woman and Death)                                      | Letzte Flashbackepisode. Rex Van de Kamp und Juanita Solis senior treten in dieser Folge in Flashbacks auf. Lupe Ontiveros als Juanita war zuletzt in Staffel 1 zu sehen. |
| 18  | Die richtige Gelegenheit (Any Moment)                                 | Andrew Van de Kamp kehrt zu einem Gastauftritt in dieser Folge zurück. Dies ist gleichzeitig sein letzter Auftritt in der Serie. |
| 19  | Ein Strich durch die Rechnung (With So Little to Be Sure Of)          | Trip Weston taucht erstmals in dieser Episode auf. |
| 20  | Machtverlust (Lost My Power)                                          | |
| 21  | Der Prozess (The People Will Hear)                                    | Parker Scavo, Preston Scavo und Jane Carlson haben in dieser Folge ihre letzte Erscheinung in der Serie. Parker und Preston Scavo waren seit der ersten Folge in der Serie zu sehen. |
| 22  | Ich war’s! (Give Me The Blame)                                        | |
| 23  | Das letzte Pokerspiel (Finishing the Hat)                             | Letzte Folge der Serie. Karen McCluskey stirbt in dieser Episode an Lungenkrebs. Kurz nach der amerikanischen Ausstrahlung der Folge starb auch Karen-Darstellerin Kathryn Joosten an Lungenkrebs. Viele gestorbene Charaktere aller acht Staffeln erscheinen in der letzten Szene als Geister. Des Weiteren hat die ehemalige Hauptdarstellerin Dana Delany in dieser Folge in ihrer Rolle als Katherine Mayfair einen Gastauftritt. Sie war zuletzt in der 18. Folge der 6. Staffel zu sehen. |

### Epilog – Die Geister der Wisteria Lane
Am Ende der finalen Folge Das letzte Pokerspiel (Finishing the Hat) tauchen diverse im Laufe der Serie verstorbene Figuren auf, die in weißer Kleidung Susan und ihre Familie dabei beobachten, wie sie die Wisteria Lane im Auto verlassen.
Erschienene Geister in der Wisteria Lane
- Karen McCluskeys Sohn (vor Beginn der Serie bereits verstorben)
- Mary Alice Young, Protagonistin und Erzählerin der Serie (gestorben: Staffel 1, Episode 1)
- Martha Huber, Nachbarin und Autorin des Drohbriefes an Mary Alice (Gestorben: Staffel 1, Episode 9)
- Juanita „Mama“ Solis, Carlos’ Mutter (gestorben: Staffel 1, Episode 17)
- Rex Van de Kamp, Ehemann von Bree (gestorben: Staffel 1, Episode 23)
- George Williams, Verlobter von Bree (gestorben: Staffel 2, Episode 9)
- Nora Huntington, Mutter von Toms Tochter Kayla (gestorben: Staffel 3, Episode 7)
- Alma Hodge, Orsons Ex-Frau (gestorben: Staffel 3, Episode 15)
- Lillian Simms, Tante von Katherine (gestorben: Staffel 4, Episode 4)
- Ellie Leonard, Untermieterin der Solis’ (gestorben: Staffel 4, Episode 17)
- Bradley Scott, Carlos’ Geschäftspartner (gestorben: Staffel 5, Episode 16)
- Karl Mayer, Susans Ex-Mann und Affäre von Bree (gestorben: Staffel 6, Episode 11)
- Mona Clarke, Nachbarin (gestorben: Staffel 6, Episode 11)
- Beth Young, Pauls zweite Ehefrau und Tochter von Felicia Tilman (gestorben: Staffel 7, Episode 17)
- Chuck Vance, Polizist und Ex-Freund von Bree (gestorben: Staffel 8, Episode 9 & 10)
- Mike Delfino, Susans Ehemann (gestorben: Staffel 8, Episode 16)
- Karen McCluskey, Bewohnerin der Wisteria Lane (gestorben: Staffel 8, Episode 23)

Gestorbene Rollen, die nicht im Finale erschienen sind
- Curtis Monroe, Detektiv, der die Applewhites beschattet (gestorben: Staffel 2, Episode 1)
- Ralph, Gärtner der Solis’ (gestorben: Staffel 2, Episode 23)
- Matthew Applewhite, Hauptbeteiligter des zweiten Staffelgeheimnisses (gestorben: Staffel 2, Episode 23)
- Carolyn Bigsby, Amokläuferin (gestorben: Staffel 3, Episode 7)
- Rebecca Shephard, Schwester des pädophilen Nachbarn Art (gestorben: Staffel 3, Episode 10)
- Jane Hainsworth, Komapatientin und Ehefrau von Susans Freund (gestorben: Staffel 3, Episode 13)
- Al Kaminsky, Carlos’ Finanzverwalter (gestorben: Staffel 4, Episode 9)
- Victor Lang, Bürgermeister von Fairview, Ehemann von Gabrielle (gestorben: Staffel 4, Episode 9)
- Sylvia Greene, Stalkerin und Affäre von Adam (gestorben: Staffel 4, Episode 9)
- Ida Greenberg, Bewohnerin der Wisteria Lane (gestorben: Staffel 4, Episode 9)
- Wayne Davis, Katherines erster Ehemann (gestorben: Staffel 4, Episode 17)
- Lila & Paige Dash, Daves verstorbene Frau und Tochter (gestorben: Staffel 5, Episode 1)
- Dr. Samuel Heller, Psychologe von Dave (gestorben: Staffel 5, Episode 8)
- Elie Scruggs, Handwerker der Wisteria Lane (gestorben: Staffel 5, Episode 13)
- Edie Williams, Bewohnerin der Wisteria Lane und Freundin der Hausfrauen (gestorben: Staffel 5, Episode 19)
- Emily Portsmith, Kellnerin im Coffeeshop (gestorben: Staffel 6, Episode 8)
- Jeff & Daphne Bicks, Hubschrauberverleiher (gestorben: Staffel 6, Episode 10)
- Iris Beckley, Nachbarin von Angies Mutter aus New York (gestorben: Staffel 6, Episode 18)
- Irina Korsakov, Prestons russische Verlobte (gestorben: Staffel 6, Episode 19)
- Barbara Orlofsky, Eddies Mutter (gestorben: Staffel 6, Episode 20)
- Patrick Logan, Angies Ex-Freund und Dannys Vater (gestorben: Staffel 6, Episode 23)
- Theresa Pruitt, Krankenschwester, die Juanita vertauscht hat (gestorben: Staffel 6, Episode 23)
- Frank Kaminsky, Ehemann von Stella Wingfield (gestorben: Staffel 7, Episode 14)
- Dick Barrows, Nierenkranker Krankenhauspatient (gestorben: Staffel 7, Episode 18)
- Felicia Tilman, Marthas Schwester und Beths Mutter (gestorben: Staffel 7, Episode 22)
- Alejandro Perez, Gabrielles Stiefvater (gestorben: Staffel 7, Episode 23)

#### Trivia
- Der Schöpfer der Serie, Marc Cherry, hatte schon Ende der ersten Staffel geplant, einmal in der Serie sämtliche Geister der Serie auftauchen zu lassen. Dies hat er im Serienfinale in die Tat umgesetzt. Viele Charaktere, die in der Serie gestorben sind, tauchten jedoch nicht im Finale auf.
- Kritisiert wurde das Fernbleiben von Nicollette Sheridan, die fünf Staffeln lang zum Hauptcast gehörte und in Staffel 5 starb. Sheridan lehnte den Auftritt aufgrund eines Streits mit dem Produzententeam ab.
- Einige Rollen tauchten nicht auf, da sie eine zu stark antagonistische Rolle in der Serie hatten. Ein Beispiel hierfür wäre Tony Plana als Alejandro, Gabrielles Vergewaltiger.
- Einige Rollen wurden als Geister in der Wisteria Lane gezeigt, wenngleich sie nie die Straße bewohnt haben.
- Karens Sohn wird ebenfalls bei den Geistern gezeigt. Er wurde zuletzt in der ersten Staffel erwähnt und bis dato nie gezeigt. Karen zeigte den Scavo-Zwillingen lediglich ein Bild ihres Sohnes, der vor einigen Jahren starb. Dort hatte er jedoch schwarzes Haar und glich nicht der Geisterabbildung im Finale.
- Kathryn Joosten starb nur wenige Monate, nachdem sie eine tote Figur verkörpert hatte, tatsächlich an Krebs. Lupe Ontiveros starb ebenfalls nur wenige Monate, nachdem sie in Desperate Housewives einen Geist verkörpert hat.

### Staffelgeheimnis: Der Mord an Alejandro
Die finale achte Staffel handelt erstmals von einem Geheimnis, welches zuvor dem Zuschauer bekannt ist. Die Hausfrauen versuchen im Laufe der Staffel, es geheim zu halten, um nicht selbst in Schwierigkeiten zu kommen.
Hier ist aufgelistet, welche Fakten über das Geheimnis in der Staffel gelüftet worden sind.
| Folge   | Entdeckung |
| ------- | --- |
| S07 E21 | Juanita entdeckt einen fremden, mysteriösen Mann, der ihr Haus beobachtet. |
| S07 E21 | Ein älterer Mann hält sich nachts vor Gabrielles Haus auf. |
| S07 E22 | Der mysteriöse Mann verfolgt Gabrielle. |
| S07 E22 | Der Mann, der Gabrielle verfolgt, ist ihr Stiefvater, der eigentlich tot sein müsste. |
| S07 E23 | Alejandro hat seinen Tod nur vorgetäuscht. |
| S07 E23 | Nachdem Gabrielle ihre Heimat besucht hat, hat Alejandro sich vorgenommen, Gabrielle zu finden |
| S07 E23 | Carlos tötet Alejandro, da er denkt, dieser wolle Gabrielle umbringen. Allerdings entdecken die beiden später, dass er unbewaffnet war. |
| 1       | Die Hausfrauen vergraben Alejandro im Wald und schwören einander niemandem davon zu erzählen. |
| 1       | Alejandro hatte eine Familie. |
| 1       | Bree versucht ihr Geheimnis vor ihrem Polizistenfreund geheim zu halten. |
| 1       | Bree bekommt den gleichen Brief zugesandt, den Mary Alice in der Pilotfolge zugesandt bekommen hat, auf dem geschrieben steht, dass eine Person von dem Geheimnis weiß und es verraten wird. |
| 2       | Paul erzählt Bree, dass Chuck den Brief an Mary Alice geschickt haben könnte, da Paul der Polizei von Mary Alice Drohbrief berichtet hat. So könnte Chuck von Brees Geheimnis wissen und sie damit unter Druck setzen. |
| 3       | Bree trennt sich aus Angst, Chuck habe ihr Geheimnis erfahren, von ihm. Schließlich bemerkt sie jedoch, dass Chuck den Brief nicht geschrieben hat. |
| 3       | Susan und Carlos weihen Mike in die Tat mit ein. Somit sind es bisher sechs Personen, die von der Tragödie erfahren haben. |
| 4       | Chuck erhält auf dem Revier die Vermisstenmeldung von Alejandro. |
| 5       | Ben Faulkner will an dem Ort, an dem Alejandro begraben wurde, eine Sozialunterkunft errichten. |
| 6       | Alejandros Grab wurde ausgegraben. |
| 7       | Bei Bodenproben wurden von Bens Mitarbeitern die Leiche an Halloween gefunden und in den Schuppen transportiert. |
| 7       | Ben will nicht die Polizei benachrichtigen, da die Polizeiarbeit sonst sein Bauvorhaben verzögert. |
| 7       | Ben erfährt nun auch vom Mord an Alejandro, somit ist er der Siebte, der von dem Geheimnis erfahren hat. |
| 7       | Chuck beginnt sich zu erinnern, dass er zusammen mit Bree am Dinnerabend Alejandro vor der Haustür begegnet ist, und verdächtigt Bree. |
| 7       | Mike kümmert sich darum, dass Alejandro unter Zement begraben wird. |
| 7       | Susan zeichnet für Andre aufgrund ihrer Wut die Szene von Alejandros Begräbnis. |
| 8       | Andre lässt Susans Bilder, die die Tatnacht zeigen, bei einer Vernissage ausstellen. |
| 8       | Chuck erfährt nun eindeutig von dem Geheimnis, nachdem er Bree bei Susans Kunstausstellung gefolgt ist und die Bilder gesehen hat. Somit ist er der achte, der von dem Geheimnis erfahren hat. |
| 9       | Lynette weiht Tom in das Geheimnis um Alejandro ein. Demzufolge ist Tom der neunte, der von dem Geheimnis erfahren hat. |
| 9       | Alejandro Perez lebte unter falscher Identität als „Ramon Sanchez“. |
| 9       | Chuck wird von einem Auto überfahren und stirbt daraufhin. Tatverdächtige für die Zuschauer hierfür sind Mike, Tom, Carlos sowie auch Bree. |
| 10      | Tom, Bree und Carlos konnten zur Tatzeit nicht der Mörder von Chuck sein. |
| 10      | Die Hausfrauen haben offensichtlich einen Beschützer. |
| 10      | Tom hat Bob von dem Geheimnis erzählt, damit er als Rechtsanwalt zur Verfügung stehen kann. Somit sind es mit Bob und einem Unbekannten nun 11 Personen, die von den Mord wissen. |
| 10      | Bree bekommt einen zweiten Brief mit der Aufschrift „Gern Geschehen“ zugesandt. Somit ist der Briefeschreiber der Mörder von Chuck. |
| 11      | Ein Mann beschattet Bree von seinem schwarzen Auto aus. |
| 11      | Susan erfährt in Oklahoma, dass Ramons Familie nun Geldprobleme hat und dass er seine Stieftochter genauso wie Gabrielle missbraucht hat. |
| 12      | Bei einem Besuch in Fairview erfährt Ramons Witwe Claudia, dass ihre Tochter von Ramon vergewaltigt wurde. Sie bemerkt ebenfalls, dass Alejandro ermordet wurde, verspricht allerdings ihr Schweigen zu bewahren. Mit Claudia und Marisa Sanchez wissen nun 13 Personen von dem Mord. |
| 13      | Orson kommt zurück in die Wisteria Lane. |
| 14      | Bree erzählt Orson von dem Geheimnis. Folglich wissen nun anscheinend 14 Leute von der Tat. |
| 14      | Orson war der Mann, der Bree durch sein Auto beschattet hat. Orson war es auch, der den Mord an Alejandro als geheime Person mitverfolgen konnte und somit den Drohbrief an Bree geschrieben hat. Demzufolge hat Orson auch Chuck überfahren und ermordet. Orson hatte bereits in der zweiten Staffel Mike auf gleicher Weise überfahren. |
| 15      | Orson hat Bree in den letzten Monaten gestalkt und alles über Alejandros Verschwinden dokumentiert. |
| 15      | Bree erfährt davon, dass Orson die Briefe geschrieben und Chuck getötet hat. |
| 15      | Aus Rache sendet Orson eine Botschaft an die Polizei, ehe er von der Bildfläche verschwindet. |
| 16      | Durch Orson erfährt die Polizei davon, dass eine Leiche auf Bens Baustelle begraben ist und dass Bree mit Alejandros Verschwinden zu tun hat. |
| 17      | Alejandros Leiche wird von der Polizei ausgegraben. |
| 17      | Die Polizei bemerkt, dass Brees Fingerabdrücke sich an Alejandros Leiche befinden. |
| 18      | Detective Murphy hört ein Telefongespräch ab, in dem Bree vor Ben zugibt, eine Leiche beseitigt zu haben. |
| 19      | Bree wird festgenommen und vor Gericht von Trip Weston vertreten. |
| 20      | Brees Verhandlung beginnt. |
| 22      | Auflösung: Nachdem Gabrieles Stiefvater Alejandro versucht hat, sie erneut zu missbrauchen, erschlägt ihn Carlos mit einem Kerzenständer. Um die Tat zu vertuschen und nicht ins Gefängnis zu müssen, beichten die beiden ihren Freundinnen Bree, Lynette und Susan davon, und alle fünf beschließen, Alejandro im Wald zu vergraben. Nach und nach erfahren auch Mike, Ben, Tom und Bob davon. Auch die Polizei kommt der Aufklärung des Falles immer näher. Detektive Chuck Vance, mit dem Bree eine kurze Beziehung hatte, wird jedoch, kurz bevor er Anklage erheben kann, von einer Person mit dem Auto umgefahren und stirbt. Wie sich später herausstellt, war Orson der Fahrer des Wagens. Orson, der Bree die ganze Zeit heimlich verfolgt hat, kennt die Geschehnisse der Nacht ebenfalls. Von Bree erfährt er zudem wichtige Einzelheiten. Als sie ihn jedoch verlässt, weil sie herausgefunden hatte, dass er sie stalkte, übermittelt er sein komplettes Wissen in einem Brief an die Polizei von Fairview. Infolgedessen wird Bree verhört. Durch die Hinweise in dem Brief findet man außerdem die Leiche von Alejandro, an der man Fingerabdrücke von Bree sicherstellen kann. Als der Prozess gegen Bree beginnt, scheinen Brees Chancen auf einen Freispruch sehr gut, bis die Staatsanwaltschaft ihren Abschiedsbrief als Beweis dem Gericht vorlegt und sie damit sehr viel von ihrer Glaubwürdigkeit verliert. Damit wenden sich ihre Chancen und sie steht kurz vor der Verurteilung. Zunächst möchte Gaby die Schuld auf sich nehmen, da Carlos bereits vorbestraft ist, doch dazu kommt es nicht mehr. Karen McCluskey, bei der der Krebs zurückgekehrt ist, bekommt alles mit und nimmt die Schuld auf sich, wird aber wegen ihrer schweren Krankheit nicht verurteilt. Sie stirbt kurz nach Brees Prozess. |

### Flashbacks in der Serie
In der Staffel treten häufig Erinnerungen an früher in Erscheinungen. Neben den erwähnten Flashback-Episoden im Hauptartikel, wo die ganze Folge auf diese Flashbacks basiert, sind hier alle Flashbacks der achten Staffel aufgelistet, an die sich die Rollen erinnern. In Flashbacks treten meist auch tote Charaktere als Gastrolle auf.
| Folge | Person           | Erinnerung | Gastrolle                                       |
| ----- | ---------------- | --- | ----------------------------------------------- |
| 2     | Mary Alice Young | Nachdem Bree den gleichen Drohbrief wie sie empfangen hat, erzählt Mary Alice aus dem Off, wie sie damals ebenfalls den Brief erhalten hat. Schließlich wird gezeigt, wie sie Deridre ermordet, in eine Kiste befördert und sich nach dem Drohbrief mit ihrem Revolver umgebracht hat. | Mary Alice Young († S01) Deridre Taylor († S01) |
| 9     | Bree Van de Kamp | Man sieht Bree wie sie jedes Mal an einem Tiefpunkte ihres Lebens Trost beim Backen gefunden hat. Dies hat sie bei Rex' Tod, Orsons Verhaftung und Danielles Schwangerschaft durchgeführt. |                                                 |
| 12    | Gabrielle Solis  | Gabrielle erinnert sich bei der Renovierung des Wohnzimmers daran, wie Alejandro an jenem Dinnerabend in ein Tuch gewickelt auf ihrem Teppichboden lag. Dies ist ein Grund für die Renovierung. |                                                 |
| 14    | Orson Hodge      | Orson erzählt Bree, wie er gelernt hat trotz seiner Behinderung Auto zu fahren, und wie er davon profitieren konnte. Er verschweigt ihr jedoch – was die Zuschauer dennoch sehen konnten – dass er Bree lange Zeit durch sein Auto beschattet hat und so auch den Mord an Alejandro mitverfolgen konnte. Orson verfasste schließlich die Drohbriefe an Bree.                                                             |                                                 |
| 15    | Lynette Scavo    | Nachdem sie erfuhr, dass sie selbst bald Großmutter wird, denkt Lynette daran, wie oft Tom auf Geschäftsreise war oder wichtige Meetings hatte und sie und die Kinder somit im Stich gelassen hat. |                                                 |
| 15    | Orson Hodge      | Man erkennt, dass Orson Bree in den letzten Monaten gestalkt und alles über Alejandros Verschwinden dokumentiert hat. |                                                 |
| 17    | Gabrielle Solis  | Gabrielle denkt bei Mikes Beerdigung an ihre große Liebe Carlos, nachdem Susan ihre große Liebe verloren hat: Sie denkt daran, wie Carlos sie vor seiner Mutter verteidigte, wie Carlos Gabrielle trotz eines anstrengenden Arbeitstages bei der Pflege der erkrankten Kindern Juanita und Celia geholfen hat und wie Mike während Carlos' Aufenthalt in der Suchtklinik Gabrielle geholfen hat Carlos zu verstehen.     | Juanita Solis († S01) Mike Delino († S08)       |
| 17    | Lynette Scavo    | Als Lynette sich auf Mikes Beerdigung ein Hochzeitsfoto von Susan und Mike anschaut, denkt sie an das tragische Ende ihrer Ehe. Lynette denkt an ihr erstes Date mit Tom, ihr Einzug in die Wisteria Lane und an Toms Auszug aus dem Haus. Dort half auch Mike und rit Lynette dazu für ihre Ehe zu kämpfen. | Mike Delino († S08)                             |
| 17    | Bree Van de Kamp | Auf dem Polizeirevier sieht Bree einen mächtigen Mann vor sich. Dies bringt sie zum nachdenken darüber, wie sie früher schon mit mächtigen Männern umgegangen ist: Ihre Mutter zeigte Bree als kleines Kind, wie sie durch einen bestimmten Gesichtsausdruck vor Männern verbergen konnte, was sie wirklich fühlt. Als sie Jahre später Rex ihre wahren Gefühle offenbarte, bereute sie es, da Rex sie nicht ernst nahm. | Rex Van de Kamp († S01)                         |
| 17    | Susan Delfino    | Susan denkt während der Trauerfeier von Mike darüber nach, was sie über ihn in ihrer Rede sagen solle. So erinnert sie sich an Ereignisse mit Mike: Die Hochzeitsnacht, die Entwicklung von Mikes Testament sowie ein Gespräch über den Tod zusammen mit MJ. | Mike Delfino († S08)                            |
| 23    | Mary Alice Young | Zu Beginn der finalen Folge erklärt Mary Alice den Zuschauern den Ursprung der Anfangshandlung: Als Mary Alice in die Wisteria Lange gezogen ist, empfing sie Martha Huber als erste Nachbarin. Sie erkannte schnell, dass Mary Alice etwas zu verbergen hat. So forschte sie nach und schrieb schließlich jenen Drohbrief, dessentwegen Mary Alice sich das Leben nahm.                                                 | Mary Alice Young († S01) Martha Huber († S01)   |

### Todesfälle der Staffel
| Folge | Person            | Art des Todes       | Handlung |
| ----- | ----------------- | ------------------- | --- |
| 1     | Cupcake (Hamster) | Unbekannt           | Juanita findet in der Schule den Schulhamster Cupcake. Er wird zusammen mit der Klasse von Susan im Schulgarten beerdigt. Dies erinnert Susan stark an ihr Geheimnis.                       |
| 9     | Chuck Vance       | Autounfall          | Chuck wird von einer zunächst unbekannten Person im Auto angefahren, woraufhin er stirbt. Später stellt sich heraus, dass Orson Hodge der Täter war.                                        |
| 15    | Orson Hodge       | Suizid (Vermutlich) | Orson kündigt Bree am Telefon seinen Selbstmord an, nachdem Bree sich von ihm gelöst hat. Dies ist jedoch nicht eindeutig, da Orson seit dieser Szene nicht mehr in der Serie zu sehen war. |
| 16    | Mike Delfino      | Erschossen          | Mike wird aus Rache von dem Geldhai Donny in seinem Vorgarten im Beisein von Susan erschossen.                                                                                              |
| 23    | Karen McCluskey   | Lungenkrebs         | Karen stirbt im Beisein von Roy, Bree und Trip in ihrem Wohnzimmer, einen Tag nachdem sie Bree vor dem Gefängnis gerettet hat.                                                              |